# Șva (chirilic)
Schwa (Ә, ә) este o litera a alfabetului chirilic. Este folosit in limba abhază, limba bașkiră, limba dungan, limba kalmîcă, limba kazahă, limba kurdă, și limba tătară. A fost de asemenea folosită în limba azeră, și limba turkmenă, înainte de a adopta grafia latină.

## Fonologie
În limba azeră (înainte), limba bașkiră, limba kalmîcă, limba kazahă, și limba tătară reprezintă æ . Este uneori transliterat ca ä.
În limba dungan, reprezintă /ɤ/.
În limba kurdă, reprezintă ă.